# Rugby do Clube de Futebol "Os Belenenses"
O Belenenses é o segundo clube com actividade ininterrupta mais antiga no Rugby português. O primeiro jogo de uma equipa de Rugby do Belenenses teve lugar a 28 de dezembro de 1928. Desde então, os azuis do Restelo afirmaram-se como um dos principais emblemas nacionais da modalidade, vencendo o Campeonato Nacional por sete vezes, a Taça de Portugal por três vezes, a Supertaça por três vezes e conquistando muitos títulos nos diversos escalões e formação.
A seção de Rugby do Belenenses, ainda que integrada na estrutura do Clube, goza de significativa autonomia financeira e institucional. É a única secção que designa o seu presidente, figura que não tem suporte estatutário no clube, mas que goza de reconhecimento institucional perante as restantes estruturas do Rugby (clubes, associações e federação).
Apesar de ser o segundo clube mais antigo do Rugby nacional, o Rugby do Belenenses ainda não conta com um espaço próprio e exclusivamente destinado à modalidade, dividindo os seus escalões entre o Campo 2 do Complexo Desportivo do Restelo e os Campos de Rugby do Estádio Nacional. Apenas a sua equipa principal de Rugby compete com regularidade no Restelo.
Os azuis foram campeões nacionais por duas vezes na última década (2002/2003 e 2007/2008), e têm marcado presença assídua nos grandes momentos do Rugby de clubes em Portugal. Em 2005/2006 foram vice-campeões nacionais, e em 2008/2009 classificaram-se para a Final Four, tendo sido eliminados pelo Direito, que acabaria por se sagrar Campeão Nacional.
Um dos momentos altos da história recente do Rugby do Belenenses foi a participação no Mundial de 2007 de cinco jogadores da sua equipa principal de Rugby: o capitão João Uva, os irmãos gémeos David e Diogo Mateus, bem como os pilares argentinos Juan Murré e Christian Spachuk.
Após dez anos da conquista do título nacional, na época 2017/18 este regressou ao Restelo, após o Belenenses ter vencido a Agronomia numa final atípica em setempro (início da época seguinte), que teve de ser atrasada devido aos incidentes registados no jogo entre Associação de Estudantes do Instituto Superior de Agronomia e Grupo Desportivo Direito.
O Clube encontra-se sediado na zona ocidental do Concelho de Lisboa, na freguesia de Santa Maria de Belém, onde se encontra o Estádio do Restelo.

## A fundação da secção
A secção de Rugby do Belenenses surgiu no final do ano de 1928, 9 anos após a fundação do Clube, que já contava então com equipas de várias modalidades, para além do Futebol. Os grandes impulsionadores do Rugby belenense foram Rodrigo Bessone Bastos, grande figura do desporto lisboeta e nacional, e António Basílio dos Santos, jogador e primeiro dirigente da secção. O Belenenses realizou o seu primeiro jogo a 28 de Dezembro de 1928, frente ao Benfica, no Campo das Salésias, tendo vencido por 11-0. Da sua primeira equipa faziam parte: António Carvalho, António Moutinho de Almeida, Abílio Nascimento, Adelino Mendes, António Basílio dos Santos, Delfim da Cunha, Eduardo Metzner Serra, Eduardo Vieira Alves, Francisco Rebelo de Andrade, Hermano Patrone, Joaquim Sabrosa, Joaquim Ribeiro Nunes, Joaquim Vaz, José Teixeira, Leonel Freitas, Licínio Vaz, Mário Brandão, Manuel Cardoso, Octaviano Benedito, Bessone Bastos e Rúben Domingos.

## Até à década de 50

A equipa campeã de Lisboa e de Portugal, em 1957

O Rugby nacional encontrava-se, até meados da década de 50, bastante partido em pequenos núcleos regionais, destacando-se naturalmente o lisboeta, no seio do qual se disputava o chamado Campeonato de Lisboa, que o Belenenses venceu por 8 vezes. O Campeonato de Lisboa era, nessa altura, a prova mais próxima de um Campeonato Nacional já que praticamente todas as equipas com verdadeira expressão na modalidade se encontravam sediadas na capital. Durante esta fase alguns dos emblemas mais antigos envolvidos na modalidade (como o Sporting, o CIF, o Ginásio Clube Português e o Carcavelinhos) deixaram de competir, e desmembraram-se ou abandonaram a modalidade. O Belenenses (tal como o Benfica) continuou a praticar Rugby, e esteve na origem da Federação Portuguesa de Rugby, de que é associado desde a primeira hora.

## O Campeonato Nacional de 1955
A fundação da Federação Portuguesa de Rugby aconteceu apenas em Setembro de 1957, mas no ano de 1955 disputou-se a primeira edição do Campeonato Nacional, que por acordo da Associação de Rugby de Lisboa com a Direcção Geral dos Desportos e a Associação Académica de Coimbra foi disputada entre o clube vencedor do Campeonato de Lisboa (o Belenenses) e a equipa dos estudantes. Os azuis venceram a Académica de forma inequívoca, e tornou-se o primeiro Campeão Nacional de Rugby, título que aliás renovaria em 1957/1958, no primeiro Campeonato Nacional realizado sob a égide da FPR.

## 1957 a 2000
Durante quase 50 anos de participações nas principais provas nacionais de Rugby, o Belenenses conquistou quatro Campeonatos Nacionais (1957/58, 1962/63, 1972/73 e 1974/75) e contribuiu com dezenas de atletas para as selecções nacionais. Durante este período, participou nas primeiras edições da Taça Ibérica e venceu as Taças de Portugal de 1959 e 1964.

## 2001 ao presente

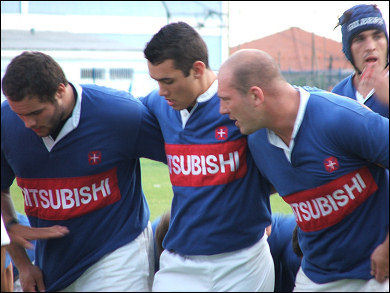
Primeira-linha, em 2005/2006: Christian Spachuk, Paulo Santos e Juan Murre.

Desde o ano de 2001 as equipas do Belenenses vêm-se afirmando como uma das mais competitivas do Rugby nacional, tanto ao nível do seu plantel principal como no que se refere aos escalões de formação. No que respeita à equipa sénior, importa registar que os azuis têm marcado presenta na maior parte das fases finais disputadas, tendo-se sagrado Campeões Nacionais em 2002/2003 e 2007/2008, vice-campeões nacionais em 2005/2006, vencedores da Taça de Portugal em 2001, vencedores da Supertaça em 2001, 2003 e 2005, e Campeões Nacionais de Sevens em 2008 e 2009. Ainda durante este período os escalões de formação venceram vários Campeonatos Nacionais, Taças de Portugal e Supertaças, para além de marcarem presença assíduas nas fases finais dos Campeonatos.
Em 2007, na comitiva portuguesa que esteve presente no Mundial de França encontravam-se cinco jogadores do Belenenses: o capitão João Uva (asa), Christian Spachuk (pilar direito), Juan Murre (pilar esquerdo), David Mateus (ponta) e Diogo Mateus (centro).
No plano individual, destaque para as seguintes distinções: João Uva foi considerado o Jogador do Ano 2008, Diogo Mateus foi considerado o jogador do Ano 2005, António da Cunha foi distinguido com o Prémio Carreira em 2009 e o técnico Bryce Bevin (campeão em 2007/2008) foi considerado o melhor treinador do ano em Portugal 2008.

Após 10 anos sem ganhar um titulo e após uma época de grande controvérsia o Belenenses voltou a erguer o troféu de Campeão Nacional na época 2017/2018, numa final muito disputada contra a Agronomia. Destaque ainda para David Wallis que ganhou o prémio de jogador revelação. 

## Escalões
O Belenenses conta com cerca de 450 atletas, distribuídos pelos seguintes escalões: Sub-8, Sub-10, Sub-12, Sub-14, Sub-16, Sub-18, Sub-21, Seniores e Veteranos. Neste momento não existe equipa feminina de Rugby, no Belenenses. O Belenenses é considerado como um dos clubes com melhor escola de Rugby não apenas em Portugal mas no conjunto de toda a península ibérica. A sua escola de Rugby caracteriza-se por um tipo de jogo dinâmico, com avançados móveis e uma linha de três-quartos criativa, capaz de jogar a toda a largura do terreno e de atacar à mão de todo o lado.

## Campos

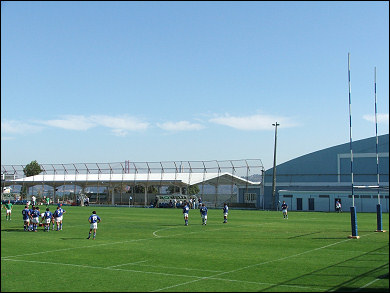
Campo 2 do Complexo Desportivo do Restelo, onde joga a equipa sénior do Clube.

O Campo 2 do Complexo Desportivo do Restelo é a casa do Rugby do Belenenses e o relvado onde a equipa sénior disputa a maioria dos jogos oficiais, nomeadamente da Divisão de Honra e Taça de Portugal. No mesmo relvado treinam, durante os dias de semana, os escalões de formação sub-8 a sub-16. As equipas sénior, sub-21 e sub-18 treinam no campo B do Estádio Nacional (relvado sintética), que é em regra casa dos escalões sub-21 e mais novos, em jogos e torneios oficiais.
A secção de Rugby do Belenenses encontra-se há vários anos em negociações com entidades oficiais - nomeadamente com a Câmara Municipal de Lisboa - no sentido de encontrar uma solução definitiva para os seus mais de 400 atletas federados. Apesar dos esforços de ambas as partes, ainda não foi possível encontrar uma solução.
Após muitos anos de negociações com a CML e após o início da construção em março de 2017, na época 2018/19, o rugby do Belenenses irá, finalmente, ter uma casa própria, o Belém Rugby Park.

## Palmarés Sénior
- Campeonato Nacional de Rugby (10) - 1957/58, 1962/63, 1972/73, 1974/75, 2002/03, 2007/08, 2017/2018, 2021/2022, 2023/2024, 2024/2025
- Taça de Portugal (râguebi)(6) - 1959, 1964, 2001, 2019, 2021, 2022
- Finalistas da Taça de Portugal - 1971, 1978, 1982, 1989, 2005
- Supertaça de Portugal (8) - 2001, 2003, 2005, 2018, 2019, 2021, 2022, 2024
- Vencedores do Torneio Nacional de Sevens (3) - 2008, 2009, 2018
- Vencedores da Taça de Honra - 3 vezes
- Vencedores do Campeonato de Lisboa - 8 vezes
- Vencedores da Taça Cidade de Lisboa - 1 vez

## Plantel Sénior 2008/2009
|  | - Fernando Murteira - Facundo Borelli - Hamish Haika - Hugo Valente - William Hafu - José Fraga - Pedro Jorge - Diogo Jorge Ferreira - Julio Farías - Ariel Berriño - Francisco Cabral - Mateus Souza - Sebastião da Cunha - André da Cunha - Francisco Nogueira - João Uva - Miguel Fernandes - Salvador da Cunha - Christopher McLean |  | - Valter Jorge Ferreira - Manuel Machado - Bruno Nifo - Tomás Toulson - Diogo Miranda - Manuel Costa - Diogo Pinheiro - Vieira de Almeida - Henrique Morato - Pedro Silva - Diogo Mateus (capitão) - Miguel Onofre - Marcos Vallejo - João Mirra - Diogo Castro - David Mateus - Duarte Bravo - Duarte Moreira - Tiago Cabral |  | - Pedro Rocha e Melo - Francisco Moreira - Damian Steele - Tomás Pernas - João Moura |  |

## Ligações Externas
- Site da Secção de Rugby